# 10th Anniversary Special Live -OSAKA NANBA ROCKETS 2006.5.9-
『10th Anniversary Special Live -OSAKA NANBA ROCKETS 2006.5.9-』（10thアニバーサリースペシャルライブ おおさかなんばロケッツ にせんろくねん ごがつここのか）は日本のバンド、Janne Da Arcのライブ・ビデオ。2006年9月20日発売。発売元はエイベックス。

## 解説
10年前の同日に行った現メンバーでの初ライブの模様を再現したライブ。本編のセットリストは10年前に演奏したセットリストを再現している。また、アンコールで演奏された曲が一部カットされている。

## 収録曲
1. ICE
2. FAKE
3. 闇の月をあなたに…
4. Legend of〜
5. -S-
6. Psycho Dance
7. Hunting
8. Speed
9. MISTAKE
10. -R-TYPE「瞳の色」
11. Judgement〜死神のKISS〜
12. -救世主 メシア-